# Thonny Anderson
Thonny Anderson da Silva Carvalho, mais conhecido como Thonny Anderson (São Paulo, 27 de dezembro de 1997), é um futebolista brasileiro que atua como meia-atacante e centroavante. Atualmente joga pelo Tokushima Vortis.

## Carreira

### Antecedentes
Nascido em São Paulo, Brasil, Thonny Anderson ingressou no time de juniores do São Paulo em 2007, mas logo se mudou para o Audax. Embora inicialmente tenha jogado como zagueiro no último clube, mais tarde se tornou meio-campista e começou a treinar com o time principal aos 16 anos de idade.
Em 2015, foi contratado pela equipe sub-17 do Cruzeiro. Dois anos depois, ele foi o capitão do time sub-20 na campanha de Brasileiro Sub-20 de 2017 e pela Supercopa do Brasil Sub-20 de 2017, marcando três gols em 13 partidas.

### Grêmio
Em 9 de janeiro de 2018, Thonny Anderson foi emprestado ao Grêmio. Ele fez sua estreia no dia 24 de janeiro, entrando como substituto de Pepê na derrota por 3 a 2 fora de casa para o Avenida, no Campeonato Gaúcho de 2018. Em 18 de fevereiro, ele marcou seu primeiro gol como profissional em uma derrota fora de casa por 2 a 1 para o Veranópolis.
Em 1 de dezembro de 2018, foi confirmada a venda de Thonny Anderson do Cruzeiro ao Grêmio. O clube gaúcho exerceu o direito de compra que estava previsto no contrato de empréstimo do jogador revelado na base do Cruzeiro e pagou entre R$ 500 mil e R$ 1 milhão para ficar de vez com o jovem jogador. A variação do valor dependeu dos critérios de produtividade que foram colocados no contrato do jogador.
Pelo Grêmio, fez 36 partidas e marcou 6 gols.

### Athletico Paranaense
Em 9 de maio de 2019, Thonny Anderson foi emprestado ao Athletico Paranaense até o final da temporada. Fez sua estreia em 16 de maio, entrando como substituto em um empate fora de casa por 0 a 0 com o Fortaleza, pela Copa do Brasil de 2019. Seu primeiro gol pelo clube aconteceu em 20 de julho, em uma vitória fora de casa por 4 a 0 em cima do CSA, pela Série A de 2019.
Pelo Athletico Paranaense, fez 27 partidas e marcou 4 gols.

### Red Bull Bragantino
Em 9 de janeiro de 2020, Thonny Anderson foi oficializado pelo Red Bull Bragantino, por um contrato de 5 anos com o clube do interior paulista.
Estreou pelo clube em 23 de janeiro, entrando como substituto em um empate fora de casa por 0 a 0 com o Santos, pelo Campeonato Paulista de 2020. Seu primeiro gol pelo clube aconteceu em 12 de dezembro, em uma vitória em casa por 2 a 1 sobre o Fortaleza, pela Série A de 2020.
Apesar do alto investimento, o jogador atuou pouco com a camisa do Red Bull Bragantino. Na temporada pelo clube, disputou apenas 16 partidas e marcou um gol.

### Bahia
Fora dos planos do Red Bull Bragantino para a temporada, Thonny Anderson foi colocado com mercado e flertou com Athletico Paranaense, Sport e Vasco da Gama, mas acabou acertando com o Bahia no dia 15 de abril de 2021, por empréstimo até o final da temporada. Estreou pelo clube em 27 de abril, entrando como titular na vitória por 5 a 0 em casa sobre o Guabirá, pela Copa Sul-Americana de 2021.

### Coritiba
Em 3 de fevereiro de 2022, o Coritiba efetuou a contratação de Thonny Anderson, de 24 anos, que assinou por empréstimo até o fim da temporada junto ao RB Bragantino, com opção de compra pré-fixada.Thonny Anderson fez sua estreia pelo Coritiba, em 9 de fevereiro, contra o Londrina pela 6ª rodada do Campeonato Paranaense. Ele entrou em campo aos 23 minutos da segunda etapa. O Coxa venceu o embate por 1 a 3.
Thonny Anderson foi afastado pelo Coritiba após erro no Atletiba pela diretoria do Coritiba. Thonny perdeu a bola na defesa, perto da área e Alex Santana marcou o gol da vitória do time Rubro-Negro, na Arena da Baixada.
Thonny Anderson encerrou sua passagem pelo Coritiba onde somou 32 jogos (17 como titular), nenhum gol e seis assistências.

## Estilo de jogo
Meio-campista de origem, Thonny Anderson também pode atuar como centroavante por causa de sua ótima estatura. Inclusive, sendo utilizado como "falso 9".

## Títulos
Grêmio
- Recopa Sul-Americana: 2018
- Campeonato Gaúcho: 2018, 2019

Athletico Paranaense
- Copa do Brasil: 2019
- Copa Suruga Bank: 2019

Red Bull Bragantino
- Campeonato Paulista do Interior: 2020

Bahia
- Copa do Nordeste: 2021

Coritiba
- Campeonato Paranaense: 2022